# Käthe Königstetter
Katharina „Käthe“ Königstetter (* 17. April 1874 in Wien; † 3. April 1940 ebenda) war eine österreichische Politikerin (SDAP), Gewerkschafterin und Näherin.

## Leben und Karriere

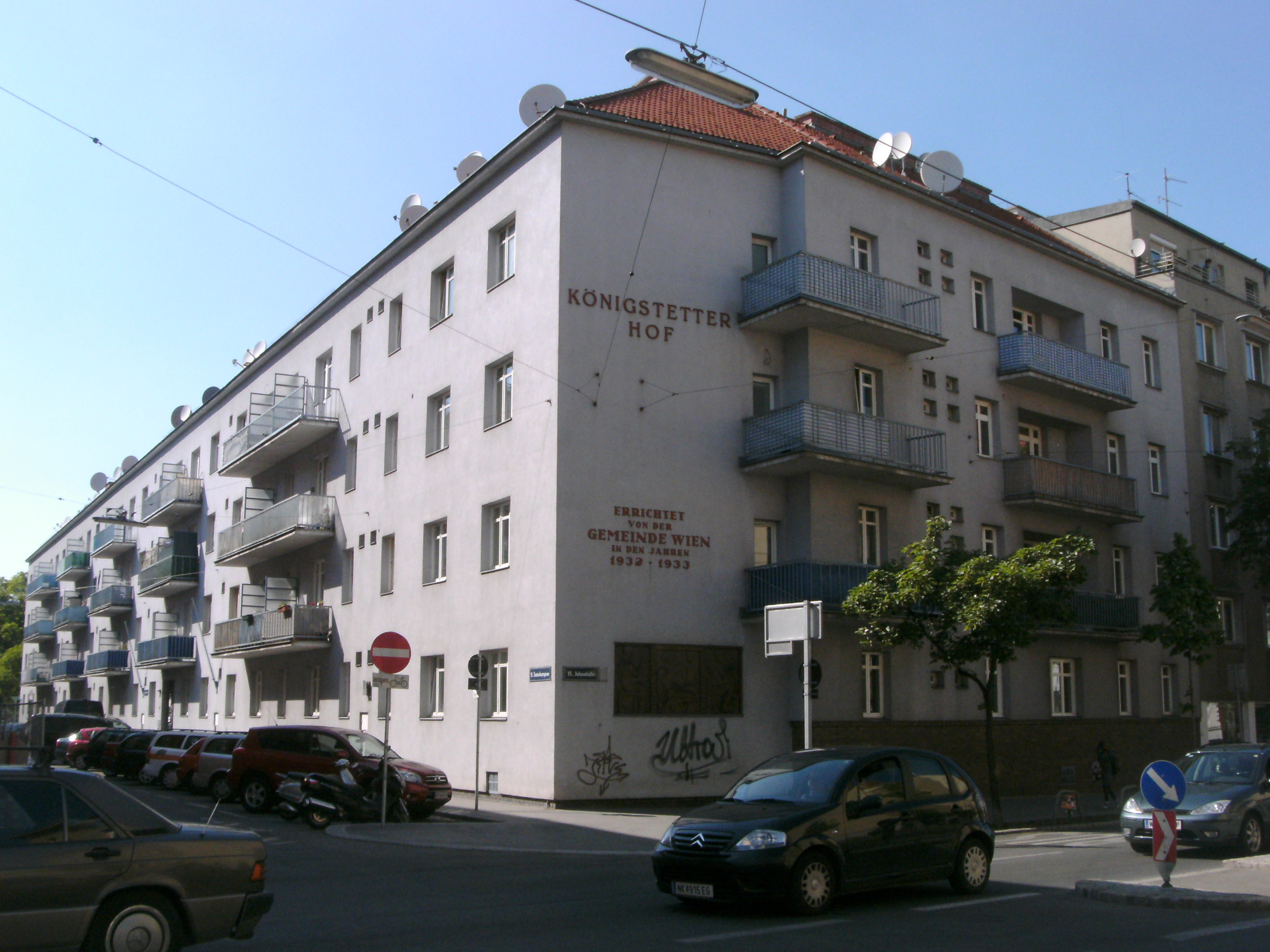
Der nach der Wiener Kommunalpolitikerin benannte und Käthe-Königstetter-Hof in Rudolfsheim-Fünfhaus.

Käthe Königstetter wurde am 17. April 1874 als ältestes von vier Kindern eines Eisenbahnbediensteten in Wien geboren. Obgleich einer körperlichen Behinderung musste sie noch in jungen Jahren mithelfen die Familie zu ernähren. Bald nach ihrem Lehrabschluss als Schneiderin kam sie mit der österreichischen Arbeiterbewegung in Kontakt, gehörte in weiterer Folge dem Arbeiterinnen-Bildungsverein an und befreundete sich mit Katharina und Anna Boschek. Im Jahre 1898 trat sie als Mitbegründerin des Vereins der Näherinnen im damaligen 15. Wiener Gemeindebezirk Fünfhaus in Erscheinung, nachdem sie bereits davor für die Sozialdemokratische Arbeiterpartei (SDAP) tätig gewesen war und unter anderem Mitgliedsbeiträge einsammelte, sowie Werbung für die Arbeiter-Zeitung machte.
Die aus ärmsten Verhältnissen stammende Königstetter, die keine besondere Schulbildung genoss, brachte sich ihr großes praktisches Wissen weitgehend selbst bei und lehrte nachfolgenden sogar ihre jüngeren Mitarbeiter und Mitarbeiterinnen, die sie zur Parteiarbeit heranzog. Königstetter, die lange Zeit die einzige Angestellte des Vereines der Näherinnen war, hielt in dieser Funktion vielbeachtete Referate. Ihre Organisationstätigkeit konnte Königstetter immer mehr erweitern, wobei aus dem Verein der Näherinnen die Heimarbeiterinnenorganisation mit einigen Ortsgruppen, einer Arbeitsvermittlung und einer Zeitung. Die Organisation arbeitete Lohntarife aus, die vor allem den am schlechtesten entlohnten Heimarbeiterinnen, den häuslichen Hilfsarbeiterinnen, zu denen unter anderem die Bedienerinnen und Wäscherinnen zählten, zugutekamen. Weiters gelange es der Heimarbeiterinnenorganisation die Arbeitszeit ihrer Mitglieder zu regeln. Nach anfänglich heftigen Protesten von der Arbeitgeberseite erkannten die Hausfrauen, dass die Haushaltshilfen, die durch die Arbeitsvermittlung zu ihnen kamen, besser arbeiteten, weshalb sie ihnen auch gerne bessere Löhne bezahlten und sich an die Einhaltung einer geregelten Arbeitszeit gewöhnten. Ihre gewerkschaftlichen Erfahrungen konnte sie dort zur Verbesserung der Arbeitsbedingungen dieser Gruppe von Arbeitnehmerinnen einsetzen.
Nachdem sich die Heimarbeiterinnenorganisation mit dem Verband der Hausgehilfinnen zusammenschloss, übernahm Käthe Königstetter als Sekretärin für die Bankbedienerinnen eine Funktion bei der Bankgehilfenorganisation. Da sie vor allem an Gemeindefragen interessiert wurde sie schon bald Funktionärin in der Bezirksorganisation des damaligen 15. Wiener Gemeindebezirks Fünfhaus. Ab dem Jahre 1919 trat Königstetter als Wiener Gemeinderätin in Erscheinung. Dabei vertrat sie als Mitglied der SDAPDÖ den damaligen 15. Wiener Gemeindebezirk, wobei sie Teil der 1. Wahlperiode des Wiener Landtags und Wiener Gemeinderats und eine der ersten Frauen in Österreich, die eine höhere politische Funktion ausübten, war. In diesem Amt blieb sie schließlich auch in der 2., 3. und 4. Wahlperiode, die schlussendlich durch die Februarkämpfe 1934 aufgelöst wurde. Somit gehörte sie der Wiener Landesregierung bzw. dem Wiener Gemeinderat über einen Zeitraum von rund 15 Jahren an und arbeitete während dieser Zeit in verschiedenen Verwaltungsgruppen, wie zum Beispiel dem Wohnungs- und Fürsorgewesen. Weiters setzte sie sich zeitlebens für die Verbesserung der arbeitsrechtlichen Situation von Frauen ein, wobei ihre Tätigkeit unter anderem von Hugo Breitner, Julius Tandler oder Wiens Vizebürgermeister Georg Emmerling als beispielhaft hervorgehoben wurde. Zwei Wochen vor ihrem 67. Geburtstag starb Käthe Königstetter am 3. April 1940 in ihrer Geburts- und Heimatstadt Wien.
Am 15. Februar 1949 wurde die in den Jahren 1932 bis 1933 nach Plänen des Architekten Friedrich Pindt errichtete städtische Wohnhausanlage mit 143 (später 130) Wohnungen mit den Anschriften Tautenhayngasse 2–8, Johnstraße 77, Koberweingasse 4–10 und Neusserplatz 5 im 15. Bezirk bei einem Gemeinderatsausschuss für Kultur der Wiener Kommunalpolitikerin zu Ehren in Käthe-Königstetter-Hof umbenannt. Der kommunale Wohnbau ist mittlerweile denkmalgeschützt.

## Ehrungen
- Käthe-Königstetter-Hof (gebaut von 1932 bis 1933; seit 1949 nach Käthe Königstetter benannt)